# Очки (рассказ)
«Очки» — рассказ Эдгара Аллана По, опубликованный в 1844 году. Это одна из комедийных историй По.

## Краткое изложение сюжета
Рассказчик, 22-летний Наполеон Бонапарт Фруассар, меняет свою фамилию на «Симпсон», чтобы унаследовать крупную сумму от дальнего родственника Адольфа Симпсона. В опере он видит в зале красивую женщину и мгновенно влюбляется. Он подробно описывает её красоту, несмотря на то, что не может её хорошо рассмотреть; ему нужны очки, но он из тщеславия «решительно отказался от их использования». Его компаньон Талбот идентифицирует женщину как мадам Эжени Лаланд, богатую вдову, и обещает представить их друг другу. Рассказчик ухаживает за дамой и предлагает ей выйти за него замуж; она заставляет его пообещать, что в первую брачную ночь он наденет очки.
Когда он надевает очки, то видит, что это беззубая старуха. Он выражает ужас при её появлении, а тем более, когда узнаёт, что ей 82 года. Она начинает разглагольствовать об очень глупом своем потомке, некоем Наполеоне Бонапарте Фруассаре. Он понимает, что она его прапрабабушка. Мадам Лаланд, она же миссис Симпсон приехала в Америку, чтобы встретиться с наследником своего мужа. Её сопровождала гораздо более молодая родственница, мадам Стефани Лаланд. Всякий раз, когда рассказчик говорил о «мадам Лаланд», все предполагали, что он имел в виду более молодую женщину. Когда старшая мадам Лаланд обнаружила, что он принял её за молодую женщину из-за своего зрения и что он открыто ухаживал за ней вместо того, чтобы быть учтивым с родственницей, она решила подшутить над ним с помощью Талбота и ещё одним сообщником. Их свадьба была фальшивой. В конце истории рассказчик женится на мадам Стефани и клянётся «никогда не встречаться без ОЧКОВ» — наконец-то обзаведясь собственной парой.

## История публикации и отклик
Рассказ «Очки» был впервые опубликован в Philadelphia Dollar Newspaper в номере от 27 марта 1844 года. Критики предположили, что произведение оплачивалось по числу слов, отсюда и его относительно большой объём, особенно для юмористического рассказа. После его перепечатки в Broadway Journal в марте 1845 года сам По признал, что он «не знал о большой длине „Очков“, пока не стало слишком поздно, чтобы исправить зло».
Редактор Dollar Newspaper напечатал «Очки» с комментарием, что «это одно из лучших произведений, вышедших из-под целомудренного и умелого пера [По], оно уступает только популярному призовому произведению „Золотой жук“». Редактор Джон Стефенсон Дю Солль перепечатал эту историю в своей ежедневной газете The Spirit of the Times в Филадельфии, заявив: «Одна только история По об „Очках“ стоит вдвое дороже, чем газета». За границей рассказ впервые был опубликован в номере лондонского Lloyd’s Entertainment Journal от 3 мая 1845 года.

## Основные темы
Помимо предупреждения читателей слушаться своих глазных врачей, По, кажется, обращается к концепции «любви с первого взгляда» — фактически, первая строка рассказа указывает на то, что «высмеивать эту идею было модно». Тем не менее, история представлена, чтобы «добавить ещё один к уже почти бесчисленным примерам истинности положения», что любовь с первого взгляда действительно существует. Ирония в том, что у рассказчика нет «первого взгляда» на женщину, в которую он влюбляется, из-за отсутствия у него очков.
Кроме того, в центр истории поставлено тщеславие. Рассказчик меняет своё имя с «большим отвращением» с Фруассара на Симпсона, «довольно обычное и плебейское» имя, чтобы получить наследство. Его первоначальное отчество, по его словам, вызывало у него «весьма простительную гордость». Эта же гордость удерживала его от ношения очков. Мадам Лаланд признаётся, что преподала ему урок.
Имя «Наполеон Бонопарт» явно указывает на корсиканского генерала Наполеона . История также имеет очень сильные эдипальные тона. 
Ученый Кармен Траммелл Скэггс отметила, что история, хотя и задумывалась как юмористическая, тем не менее показала, что По знал об опере. Он ссылается на певицу сопрано Марию Малибран и Сан-Карло, а также описывает вокальную технику, демострируя близкое знание предмета. Скэггс также подчёркивает роль По в качестве музыкального критика для New York Evening Mirror, а затем и для Broadway Journal.